# Hankó (családnév)
A Hankó régi magyar vagy szlovák családnév. Apanév, melynek előzménye a bibliai héber Yohhanan név (’Isten kegyelmes’). Ennek latin alakjából a Johannus névből csonkult és rövidült Han alakra. Ez a magyar és szlovák nyelvbe kerülve felvehette a -ko ~ -kó kicsinyítő képzőt. Előbb egyéni, majd ez alapján apai családnévvé vált. Jelentése ’Hankó ~ Hanko nevű személy gyermeke’. Borsod-Abaúj-Zemplén vármegyében és szlovákok által alapított településeken: Békéscsabán, Nyíregyházán és környékén gyakoribb az előfordulása. Ezért nagyobb arányú lehet a szlovák nyelvben kialakult nevek száma.

## Híres Hankó nevű személyek
- Hankó Attila (1961–2000) színész
- Hankó Béla (1886–1959) zoológus, ichthiológus, ornitológus, muzeológus
- Hankó György (1935) tekéző, edző
- Hankó János (1897–1969) grafikus
- Hankó Vilmos (1854–1923) vegyész, filozófiadoktor, tanár, az MTA levelező tagja
- Hankó Zoltán (1910–1978) gyógyszerészeti szakíró
- Hankó Zsuzsa (1962) tekéző